# Oulad Daoud
Oulad Daoud (franska: Oulad Daoud (CR), Oulad Daoud (Commune Rurale), arabiska: بوشفاعة) är en kommun i Marocko.   Den ligger i provinsen Taounate och regionen Fès-Meknès, i den nordöstra delen av landet, 190 km öster om huvudstaden Rabat. Antalet invånare är 12 271.